# Campeonato Mundial de Atletismo em Pista Coberta de 2012 - Arremesso de peso feminino
A prova do arremesso de peso feminino do Campeonato Mundial de Atletismo em Pista Coberta de 2012 foi disputada no dia 10 de março na Ataköy Athletics Arena em Istambul, Turquia.

## Recordes
Antes desta competição, os recordes mundiais e do campeonato nesta prova eram os seguintes:
|    | Nome               | Nacionalidade   | Distância | Local              | Data                    |
| -- | ------------------ | --------------- | --------- | ------------------ | ----------------------- |
| WR | Helena Fibingerová | Tchecoslováquia | 22m 50cm  | Jablonec nad Nisou | 19 de fevereiro de 1977 |
| CR | Irina Korzhanenko  | Rússia          | 20m 55cm  | Birmingham         | 15 de março de 2003     |

## Medalhistas
| Ouro                | Prata                 | Bronze                         |
| Valerie Adams (NZL) | Michelle Carter (USA) | illian Camarena-Williams (USA) |

## Cronograma
| Data        | Hora  | Evento  |
| ----------- | ----- | ------- |
| 10 de março | 10:05 | Bateria |
| 10 de março | 18:10 | Final   |

## Resultados

### Bateria
Qualificação:18,60 m (Q) ou os 8  melhores qualificados (q).
| Colocação | Atleta                    | Nacionalidade  | #1    | #2    | #3    | Resultado | Notas    |
| --------- | ------------------------- | -------------- | ----- | ----- | ----- | --------- | -------- |
| 1         | Valerie Vili              | Nova Zelândia  | 19.43 |       |       | 19.43     | Q        |
| DSQ       | Nadzieja Astapczuk        | Bielorrússia   | 19.26 |       |       | 19.26     | Q Doping |
| 2         | Jillian Camarena-Williams | Estados Unidos | x     | 19.11 |       | 19.11     | Q        |
| 3         | Nadine Kleinert           | Alemanha       | 19.00 |       |       | 19.00     | Q        |
| 4         | Michelle Carter           | Estados Unidos | 18.61 |       |       | 18.61     | Q        |
| 5         | Irina Tarasowa            | Rússia         | 18.33 | 18.49 | 18.57 | 18.57     | q        |
| 6         | Jewgienija Kołodko        | Rússia         | 18.28 | 18.52 | 18.36 | 18.52     | q        |
| 7         | Liu Xiangrong             | China          | 18.29 | x     | 18.13 | 18.29     | q        |
| 8         | Alena Kapiec              | Bielorrússia   | 17.80 | x     | x     | 17.80     |          |
| 9         | Christina Schwanitz       | Alemanha       | 17.19 | x     | 17.58 | 17.58     |          |
| 10        | Misleydis González        | Cuba           | 17.17 | 17.12 | 17.32 | 17.32     |          |
| 11        | Leila Rajabi              | Irão           | 16.98 | 17.29 | 17.08 | 17.29     |          |
| 12        | Paulina Guba              | Polónia        | 16.72 | 16.92 | 17.15 | 17.15     |          |
| 13        | Jessica Cérival           | França         | 15.89 | 16.18 | 16.47 | 16.47     |          |
| 14        | Úrsula Ruiz               | Espanha        | x     | 16.43 | 15.70 | 16.43     |          |
| 15        | Hałyna Obłeszczuk         | Ucrânia        | 16.15 | 16.39 | 16.13 | 16.39     |          |
| 16        | Emel Dereli               | Turquia        | 16.02 | x     | 15.99 | 16.02     |          |
|           | Radosława Mawrodiewa      | Bulgária       | x     | x     | x     | NM        |          |

### Final
A final ocorreu dia 10 de março.
| Colocação         | Atleta                    | Nacionalidade  | #1    | #2    | #3    | #4    | #5    | #6    | Resultado | Notas  |
| ----------------- | ------------------------- | -------------- | ----- | ----- | ----- | ----- | ----- | ----- | --------- | ------ |
| Medalha de ouro   | Valerie Vili              | Nova Zelândia  | X     | 20.48 | X     | 20.41 | 20.29 | 20.54 | 20.54     | OC     |
| DSQ               | Nadzieja Astapczuk        | Bielorrússia   | 20.20 | X     | 20.12 | X     | 20.42 | X     | 20.42     | Doping |
| Medalha de prata  | Michelle Carter           | Estados Unidos | 18.88 | 19.36 | 19.58 | 19.30 | 18.66 | X     | 19.58     | SB     |
| Medalha de bronze | Jillian Camarena-Williams | Estados Unidos | 18.70 | 19.44 | X     | 19.32 | X     | 19.24 | 19.44     |        |
| 4.                | Nadine Kleinert           | Alemanha       | 19.11 | 19.29 | 19.27 | X     | X     | 18.91 | 19.27     |        |
| 5.                | Liu Xiangrong             | China          | 17.89 | X     | 18.04 | X     | X     | 18.63 | 18.63     |        |
| 6.                | Jewgienija Kołodko        | Rússia         | 17.61 | 17.41 | 17.88 | 18.09 | 18.17 | 18.57 | 18.57     |        |
| 7.                | Irina Tarasowa            | Rússia         | 18.10 | 18.19 | 18.28 | 18.26 | 18.54 | X     | 18.54     |        |

Legenda
| Recorde mundial       | Recorde mundial (World record)               |                       | Recorde africano                      | Recorde africano (African) |                                           | Q | Classificado por posição (Qualified) |
| Recorde do campeonato | Recorde do campeonato (Championship record)  | Recorde da América    | Recorde da América (Americas)         | q                          | Classificado por melhor tempo (Qualified) |   |                                      |
| Melhor marca do ano   | Melhor marca do ano (World leading)          | Recorde asiático      | Recorde asiático (Asian)              | DNS                        | Não largou (Did not start)                |   |                                      |
| Recorde nacional      | Recorde nacional (National record)           | Recorde europeu       | Recorde europeu (European)            | DNF                        | Não terminou (Did not finish)             |   |                                      |
| Recorde pessoal       | Recorde pessoal do atleta (Personal best)    | Recorde da Oceania    | Recorde da Oceania (Oceania)          | DSQ / DQ                   | Desclassificado (Disqualified)            |   |                                      |
| Recorde da temporada  | Recorde da temporada do atleta (Season best) | Recorde sul-americano | Recorde sul-americano (South America) | NM                         | Sem marca (No mark)                       |   |                                      |